# Carex arsenei
Carex arsenei är en halvgräsart som beskrevs av Georg Kükenthal. Carex arsenei ingår i släktet starrar, och familjen halvgräs. Inga underarter finns listade i Catalogue of Life.